# Ivanhoe (serie animata)
Ivanhoe (Ivanhoe the King's Knight) è una serie animata prodotta da Cinar e France Animation e basata sul romanzo Ivanhoe di Walter Scott.

## Personaggi
- Ivanhoe (Voce italiana: Claudio Moneta), il protagonista della serie.
- Giovanni (Voce italiana: Raffaele Farina)
- Wamba (Voce italiana: Luca Sandri)
- Rebecca (Voce italiana: Lara Parmiani)
- Rowena (Voce italiana: Patrizia Salmoiraghi)
- Front De Boeuf (Faccia di Bue) (Voce italiana: Sergio Romanò), l'antagonista della serie.

## Sigla italiana
- La sigla italiana, musica di Franco Fasano, testo di Alessandra Valeri Manera, è cantata da Enzo Draghi, il Coro dei Piccoli Cantori di Milano diretti da Laura Marcora, Marco Gallo, Nadia Biondini, Moreno Ferrara.